# Santo Zago
Santo Zago (Venecia,..-..;fl. siglo XVI) fue un pintor del Renacimiento italiano activo hasta 1550.

## Biografía
Fue aprendiz y seguidor de Tiziano. Se le atribuye la autoría del retablo "Tobias y el Arcángel San Rafael" para la iglesia de Santa Caterina de Venecia.
Junto con Tintoretto es considerado un prolífico pintor de frescos en exteriores de edificios venecianos. Entre sus principales trabajos se encontraban los frescos del palacio Barbaro en el campo de Santo Stefano, en la actualidad desaparecidos.